# Family Portrait
"Family Portrait" é o quarto e último single do álbum Missundaztood da cantora de pop/rock P!nk. O single foi lançado nos Estados Unidos em 27 de Setembro de 2002 e alcançou a #20 posição na Billboard Hot 100.

## Desempenho nas paradas musicais
| Parada musical (2002/2003)                   | Posição |
| -------------------------------------------- | ------- |
| Austrália - Australian ARIA Singles Chart    | 11      |
| Austrália - Australian Airplay Chart         | 4       |
| Áustria - Austrian Singles Top 75            | 11      |
| Bélgica - Belgium UltraTop 50                | 8       |
| Canadá - Canadian Singles Chart              | 30      |
| Dinamarca - Danish Top 20 Singles            | 6       |
| Países Baixos - Dutch Top 40                 | 5       |
| Finlândia - Finland Top 20 Singles           | 12      |
| França - French Top 100 Singles              | 23      |
| Alemanha - Germany Top 100                   | 8       |
| Nova Zelândia - New Zealand Top 50 Singles   | 5       |
| Roménia - Romanian Top 100 Singles           | 2       |
| Suécia - Swedish Singles Top 60              | 5       |
| Suíça - Swiss Singles Top 100                | 18      |
| Reino Unido - UK Singles Top 75              | 11      |
| Estados Unidos - Billboard Hot 100           | 20      |
| Estados Unidos - Billboard Top 40 Mainstream | 5       |
| Estados Unidos - Billboard Top 40 Tracks     | 10      |

### Histórico na Billboard Hot 100
O single estreou na tabela Hot 100 da Billboard em 16 de Novembro de 2002, na #58 posição, e permaneceu na tabela por 20 semanas, até 29 de Março de 2003.
| Semana | Data                    | Posição | Ref.   |
| ------ | ----------------------- | ------- | ------ |
| 1      | 16 de Novembro de 2002  | 58      | [ 3 ]  |
| 2      | 23 de Novembro de 2002  | 53      | [ 5 ]  |
| 3      | 30 de Novembro de 2002  | 40      | [ 6 ]  |
| 4      | 7 de Dezembro de 2002   | 40      | [ 7 ]  |
| 5      | 14 de Dezembro de 2002  | 30      | [ 8 ]  |
| 6      | 21 de Dezembro de 2002  | 25      | [ 9 ]  |
| 7      | 28 de Dezembro de 2002  | 21      | [ 10 ] |
| 8      | 4 de Janeiro de 2003    | 20      | [ 11 ] |
| 9      | 11 de Janeiro de 2003   | 20      | [ 12 ] |
| 10     | 18 de Janeiro de 2003   | 20      | [ 13 ] |
| 11     | 25 de Janeiro de 2003   | 20      | [ 14 ] |
| 12     | 1 de Fevereiro de 2003  | 27      | [ 15 ] |
| 13     | 8 de Fevereiro de 2003  | 25      | [ 16 ] |
| 14     | 15 de Fevereiro de 2003 | 31      | [ 17 ] |
| 15     | 22 de Fevereiro de 2003 | 36      | [ 18 ] |
| 16     | 1 de Março de 2003      | 42      | [ 19 ] |
| 17     | 8 de Março de 2003      | 62      | [ 20 ] |
| 18     | 15 de Março de 2003     | 80      | [ 21 ] |
| 19     | 22 de Março de 2003     | 87      | [ 22 ] |
| 20     | 29 de Março de 2003     | 90      | [ 23 ] |